# 矢部昌暉
矢部昌暉（1998年1月9日—），日本樂團成員、歌手以及演員，星塵傳播旗下男子舞蹈搖滾樂團「DISH//」的吉他手兼和聲擔當，2016年為止在團體活動時使用藝名MASAKI。
2008年被星探發掘而進入演藝圈。2011年加入星塵傳播旗下的男子組合EBiDAN，9月與TAKUMI（北村匠海）、RYUJI（小林龍二）To-i（橘柊生）四人組成DISH//。2013年6月DISH//於第四張單曲「I Can Hear」正式主流出道。
2016年4月開始就讀於明治大學文學部，科系與專攻未公開。
2023年11月9日宣布與藝人長月翠結婚，並育有一 （页面存档备份，存于）

## 人物
- 團體中的應援色是粉色、應援花紋為圓點。
- DISH//中認真的優等生角色，在成員輪流值班的音樂情報節目「関内デビル」的學力測驗（2018年6月18日播出）中是惟一拿過滿分200分的。
- 興趣是開車兜風、電影欣賞和變魔術[2][3][4]。
- 幼時似乎是會被父母阻止等級的音癡，由於參演的電視節目「天てれ」中有唱歌的環節而勤奮練習，於是克服了音癡的狀況[5]。
- 和北村匠海有遠房親戚關係[6]。
- 家中養有三隻貓咪，分別名為ジジ、ルナ、ラピ。ジジ和ルナ是自收容之家收養的，ラピ則是住家附近的棄貓。[7]時常在DISH//的官方部落格中上傳貓咪的照片，是愛貓家。
- 成員公認工作時和私底下反差最大的成員，被主唱北村匠海說是私底下完全沒有氣場的人[8]。
- 樂團活動以外，主要以舞台劇演員為發展方向。

## 作品

### 電視
- ピラメキーノ「子役6人恋物語」（2009年12月14日 - 21日、テレビ東京）
- 天才てれびくんMAX / 大!天才てれびくん（2010年 - 2012年、NHK教育） - てれび戦士

- 東京少女 岡本あずさ「絆」（2008年11月22日・29日、BS-i）
- 夢の見つけ方教えたる!2（2010年3月13日、フジテレビ） - 守屋謙次郎 役
- 成熟女子（2015年10月15日 - 12月17日、フジテレビ） - 坂田碧 役
- FAKE MOTION（2020年4月8日 - 、日本テレビ） - 沖田彩 役

### 電影
- 戀愛與謊言（2017年） - 新郎 役
- あの空の向こうに（2018年） - 洋斗 役
- ときめき宣伝部「すきっ」（2018年）

### 舞台劇
- 朗讀劇「僕とあいつの関ヶ原」（2016年7月7日 - 9日、銀河劇場）- 青竹チーム
- 池袋西口公園 Song and Dance（2017年12月 - 2018年1月、東京芸術劇場 シアターウエスト/兵庫県立芸術文化センター）- 尾崎京一 役
- 晨曦公主〜緋紅的宿命篇〜（2018年11月、EXシアター六本木） - 主演・白 （和生駒里奈雙主演）。
- 惡魔與天使（2019年1月 - 3月、KAAT神奈川芸術劇場/梅田芸術劇場/御園座）
- 劇団アニメ座ハイブリッド 第3弾（2019年7月24日 - 28日）
- 音樂朗讀劇「Heaven's Record ～青空篇～」2019 第三話（2019年9月12日 - 16日、09月27日 - 29日 有楽町よみうりホール/ 神戸新聞 松方ホール）
- 晨曦公主～烽火的祈禱篇～（2019年11月16日 - 2019年11月23日、EXシアター六本木 ） - 主演・白 （和生駒里奈雙主演）。
- イケメン源氏伝 あやかし恋えにし～義経ノ章～（2020年2月14日 - 2019年2月20日、三越劇場 ） - 主演・源義経 。

### 模特兒
- nicola（新潮社） - 男性模特兒

## 外部連結
- STARDUST - スターダストプロモーション - 矢部昌暉のプロフィール （页面存档备份，存于）
- 矢部昌暉 官方Instagram （页面存档备份，存于）
- DISH// 公式ブログ Powered by LINE - 公式ブログ （页面存档备份，存于）